# خط ۵ متروی شیراز
خط ۵ متروی شیراز یکی از خطوط متروی شیراز است. این خط به طول تقریبی ۱۰ کیلومتر با ۹ ایستگاه که در راستای شمالی-جنوبی قرار گرفته‌است که از آرامگاه سعدی شروع شده و پس از عبور از بلوار بوستان،  بلوار هفت‌تنان، بلوار سلمان فارسی، ترمینال کاراندیش، میدان ولیعصر، شیشه‌گری، دارالرحمه به بلوار نواب صفوی در شهرک کوشک میدان پایان میابد. این خط با خطوط ۱ و ۲ و ۴ و ۶ ارتباط خواهد داشت.